# Toucheng
Toucheng (頭城) è una città situata sulla costa settentrionale di Taiwan, ed amministrata dalla Contea di Yilan della Repubblica di Cina.

## Infrastrutture e trasporti
Toucheng è servita dalla "Linea Yilan" della Taiwan Railway Administration, e presenta tre delle sette totali stazioni ferroviarie della linea.
Solo dopo l'apertura della Superstrada no. 5 (Superstrada Memoriale di Chiang Wei-shui), la città ha conosciuto un aumento del turismo grazie al collegamento diretto con l'area occidentale di Taipei. La superstrada consta di una serie di tunnel scavati attraverso le Montagne Innevate, il più lungo dei quali misura 12,7km (11,68 miglia). La distanza tra la Taipei occidentale e Toucheng è di circa 30km (18,75 miglia), per circa 30 minuti di percorrenza in auto.

### Cavi di comunicazione sottomarini
Toucheng è uno dei due punti di attracco di sottomarini a Taiwan, insieme a Fongshan. Quattro cavi di comunicazione sottomarina, incluso il SEA-ME-WE 3, si incontrano nelle acque cittadine.

## Attrazioni turistiche
La città è particolarmente rinomata per la sua gastronomia a base di frutti di mare, inoltre si affaccia su spiagge sabbiose dalle quali è possibile intravedere l'Isola Tartaruga, una riserva naturale nella quale è situato l'unico vulcano attivo di Taiwan. Le spiagge sono anche mete di surfisti. Dalla spiaggia e dal porto Wushish, è possibile arrivare all'Isola Tartaruga grazie a dei viaggi organizzati e a delle visite guidate in traghetto, dal quale si possono osservare anche delfini e balene.
Altra rinomata attrazione di Toucheng è il Santuario Ornitologico del Fiume Juh-an. Inoltre, per quanto riguarda l'aspetto non naturale del turismo, rinomata è la via cittadina Ho-Ping, che presenta alcune delle poche rimanenti strutture urbane rimaste inalterate dal tempo della dominazione della dinastia Qing.